# Vitberget, Skellefteå
Vitberget är ett berg (139 m ö.h.) och en stadsdel i - eller strax norr om -  Skellefteå i Skellefteå kommun. Vitberget är ett rekreationsområde mitt i centralorten Skellefteå.
År 2006 beslutade kommunfullmäktige i Skellefteå att ett område om 650 hektar på Vitberget skulle bli kommunalt naturreservat. Kommunen har dock upplevt det krångligt att lösa in marken och 2021 togs förslaget bort från budgeten. Kommunen äger större delen av marken, resterande del ägs av Svenska kyrkan.
På Vitberget finns ett antal vandringsleder så som Kraftleden och Mineralleden. De är olika långa och har olika sträckning. Det finns även leder avsedda för barn. Vitbergets elljusspår på tre km är det spår som lockar flest motionärer. Spåret är småkuperat, avsett för både klassisk skidåkning och skate. Vid starten av spåret finns en bilparkering och en värmestuga. Det finns även vallabod. Det finns också längre spår som är 7–10 km långa. Dessa är dock bara bitvis upplysta. Under sommarhalvåret används spåren för löpning och promenad. Ett annat motionsspår i området är Vinterpromenaden, ett promenadspår preparerat av skoter och sladd. Denna skogsstig ligger i västra delen av Vitbergsområdet och är cirka fyra kilometer lång. Det finns också en kortare sträcka på cirka 1,5 km.
Vid Östra Vitbergstjärnen finns möjlighet att fiska. Området är handikappanpassat och lättillgängligt. I tjärnen finns bland annat lax, öring, gädda och harr. Vidare är Vitbergstjärnen en utbildningssjö och har inplanterad regnbågslax. I anslutning till Östra Vitbergstjärnen och Boda Borg finns ett utegym och hinderbana. Det finns en hinderbana för vuxna och en för barn. Hinderbanan för vuxna är cirka 300 meter lång med 10 olika hinder av olika svårighetsgrad. Barnbanan är cirka 70 meter lång och innehåller nio hinder av olika slag.

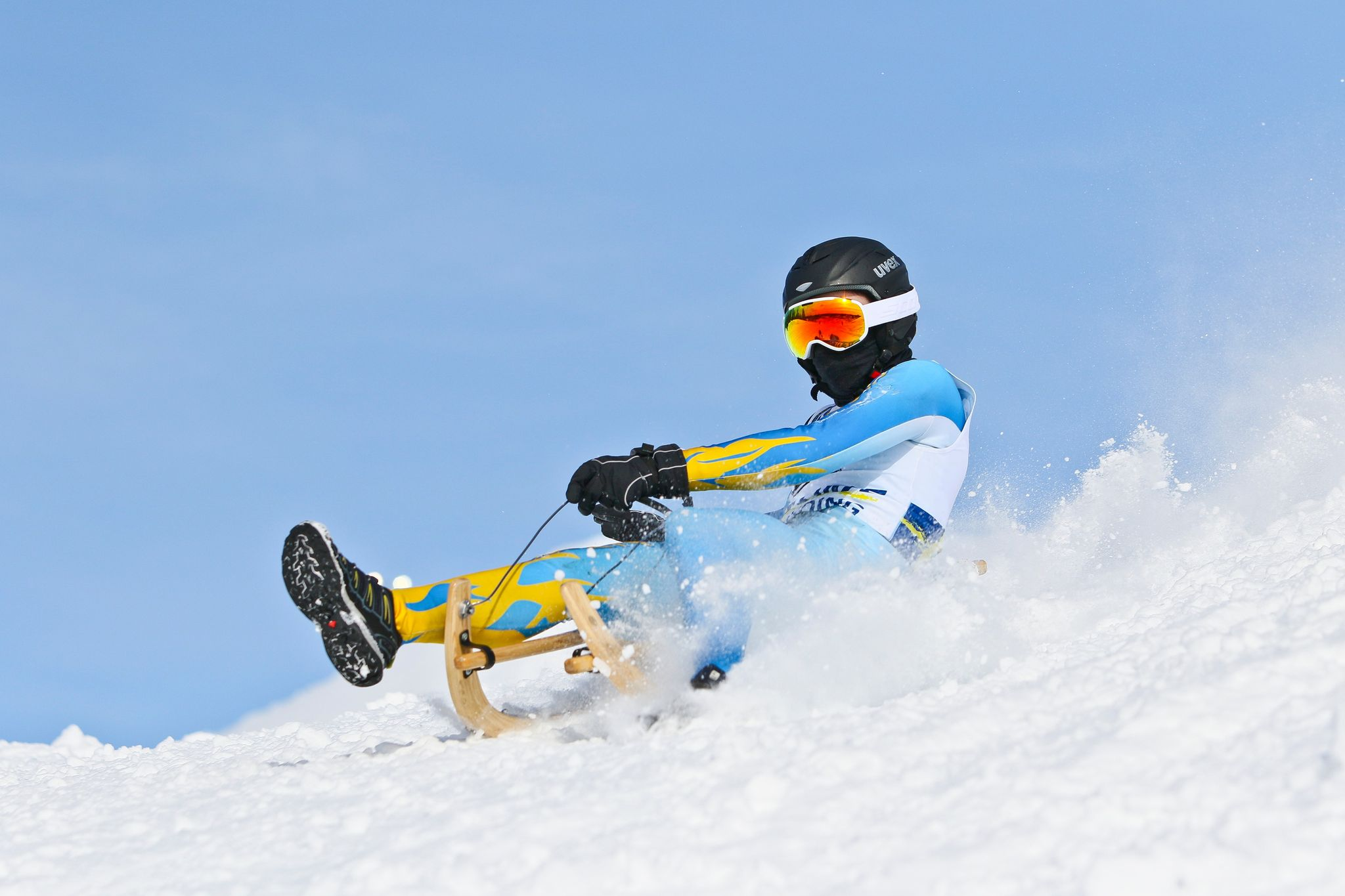
Åkare i SM i alpinrodel i Vitbergsbacken, Skellefteå 2018.

Skellefteå kommun bedriver en skidbacke på Vitberget. Backen har två ankarliftar samt ett åkband för pulkor och mindre barn på slalom och snowboard. Det finns också en funpark med hopp och rails. Vidare bedriver Friluftsfrämjandet skidskola där. Förutom skidbacken bedriver kommunen  Vitbergsbadet, ett tempererat utomhusbad som har öppet sommartid. Där finns vattenrutschbanor, bubbelpool och vågmaskin. Vitbergsbadet ligger i anslutning till Skellefteå Camping, en fyrstjärnig camping med campingplatser, vandrarhem och stugor.
Kommunen har låtit bygga en BMX bana, Skellefteå bike arena, för både barn och vuxna samt mountainbike-banor. Arenans huvudman är Skellefteå AIK cykel. BMX-banan ligger vid Vitbergsvallen. Cyklar finns att hyra och man kan även boka guidade mountainbiketurer.

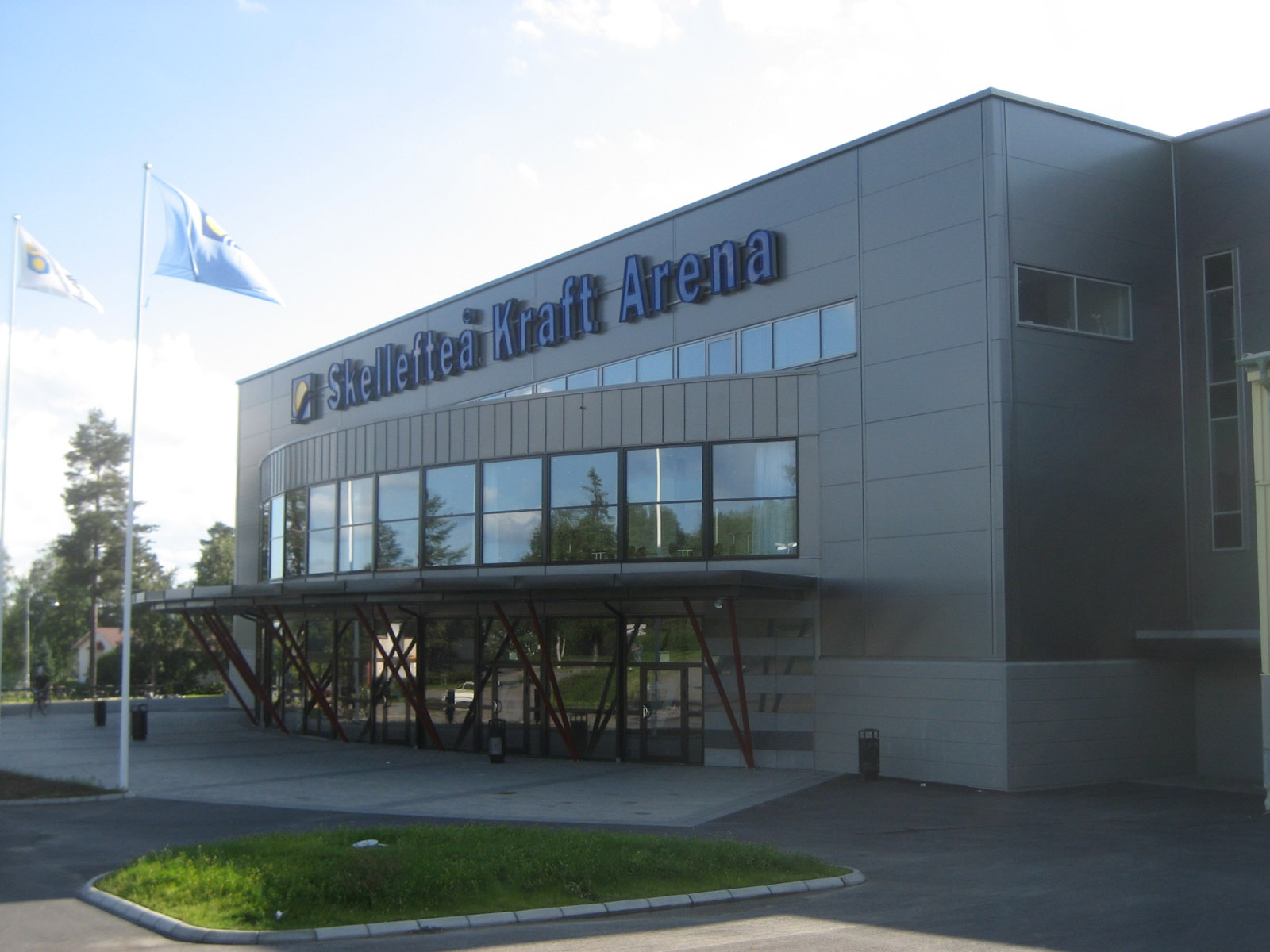
Skellefteå Kraft Arena (2008).

På Vitberget finns även: Folkparken, skjutbana, bågskyttebana, skatepark, scouterna, Skellefteå Kraft Arena, padel, tennisbanor, curling, klättring samt Brukshundsklubben.
Även om området räknas som rekreationsområde så finns det också flera bostadsområden. Dessa är: 
- Eriksberg som i folkmun kallas Vitberget.[25] Det var det första området med villor och uppfördes i slutet av 1950-talet.[26] Men på Eriksberg finns även villor uppförda i början av 1900-talet.[27] På Lingonstigen finns lekplats samt grillplats.[28]
- Erikslid är ett område som består av hyresrätter byggda på 1990-talet.[29] Där finns daglig service så som Erikslids hälsocentral, Erikslids förskola, Erikslids äldreboende, matvaruaffär, pizzeria och andra butiker.

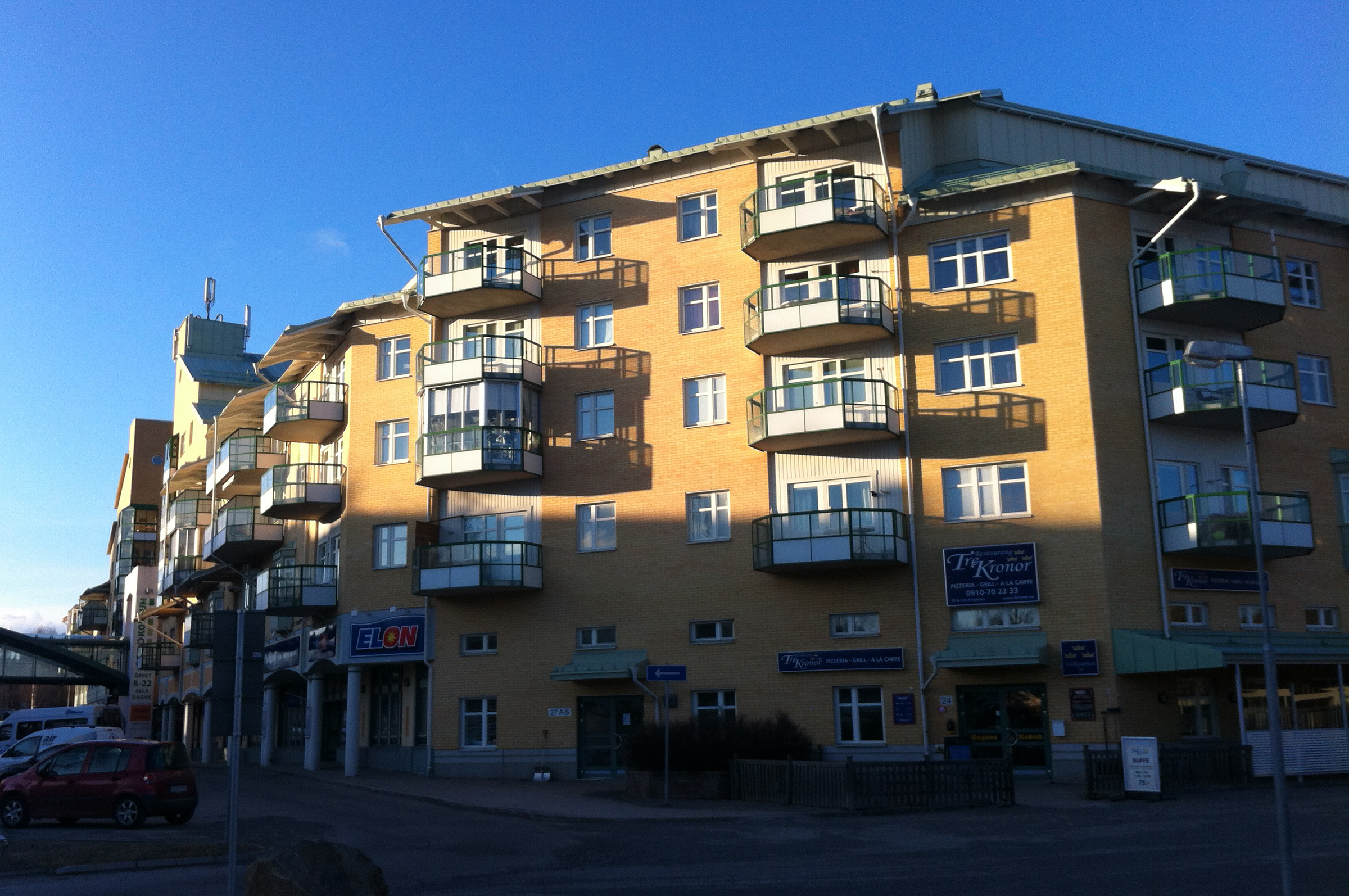
Erikslid (2014).

- Västra Eriksberg är ett villaområde som började uppföras 2016. Området består av 79 villatomter, fördelade på tre etapper.[30] Gatorna har fått namn efter temat "Litteratur från Västerbotten". Gatorna heter därför Lisbeth Salanders gata, Kapten Nemos väg, Anna-stavas gata, Katitzis gata och Ormens väg.[31] Området har bland annat vunnit pris för "Hållbar infrastruktur".[32]
- Västra Erikslid är ett lägenhetsområde som började byggas under 2021. Totalt byggs cirka 450 lägenheter, varav Samhällsbyggnadsbolaget bygger 150 stycken och Heimstaden cirka 300 stycken. Fasaderna kommer bestå av trä och skiffer. Lägenheterna kommer vara en mix av bostads- och hyresrätter.[33]